# Yosuke Matsuoka
Yōsuke Matsuoka (松岡 洋右, Matsuoka Yōsuke, Yamaguchi, 3 de março de 1880 — Tóquio, 26 de junho de 1946) foi um diplomata japonês e Ministro dos Negócios Estrangeiros do Império do Japão durante os estágios iniciais da Segunda Guerra Mundial. É mais conhecido por seu discurso desafiador na Liga das Nações em 1933, terminando a participação do Japão na organização. Também foi um dos arquitetos do Pacto Tripartite e do Pacto de Neutralidade nipo-soviético nos anos imediatamente anteriores à eclosão da guerra.

## Biografia

### Primeiros anos no Japão e América
Matsuoka nasceu como o quarto filho de um magnata do transporte no Distrito Kumage, prefeitura de Yamaguchi (hoje parte da cidade de Hikari). Aos 11 anos de idade, o negócio do pai faliu, e Matsuoka foi enviado para o Estados Unidos com um primo em 1893 sob o patrocínio da Metodista missionários para estudar Inglês. Ele se estabeleceu em Portland, Oregon , vivendo inicialmente na Missão Metodista, e posteriormente foi levado para a casa do viúvo William Dunbar, que incluía o filho de Dunbar Lambert, e irmã de Dunbar, a Sra. Isabelle Dunbar Beveridge. Sra. Beveridge serviu como uma mãe adotiva para Matsuoka e ajudou a adaptar a sociedade americana. Matsuoka carinho para ela durou bem depois que ele voltou para o Japão. Ela morreu em 1906.

### Vida profissional na política
Em 1940, Matsuoka foi convidado a assumir o cargo no gabinete do ministro dos Negócios Estrangeiros sob o primeiro-ministro Fumimaro Konoe. Matsuoka era um grande defensor de uma aliança do Japão com a Alemanha nazista e a Itália fascista, cuja ajuda ele viu como uma força de equilíbrio perfeito contra o Estados Unidos, e como tal foi um dos orquestradores primários do Pacto Tripartite, em 1940.
Em 31 de dezembro de 1940, Matsuoka disse a um grupo de empresários judeus "eu sou o homem responsável pela aliança com Adolf Hitler, mas nada que eu prometi que iríamos realizar as suas anti-semitas políticas no Japão. Esta não é simplesmente a minha opinião pessoal, é a opinião do Japão , e não tenho pudores em anunciar para o mundo".

### Papel na Segunda Guerra Mundial

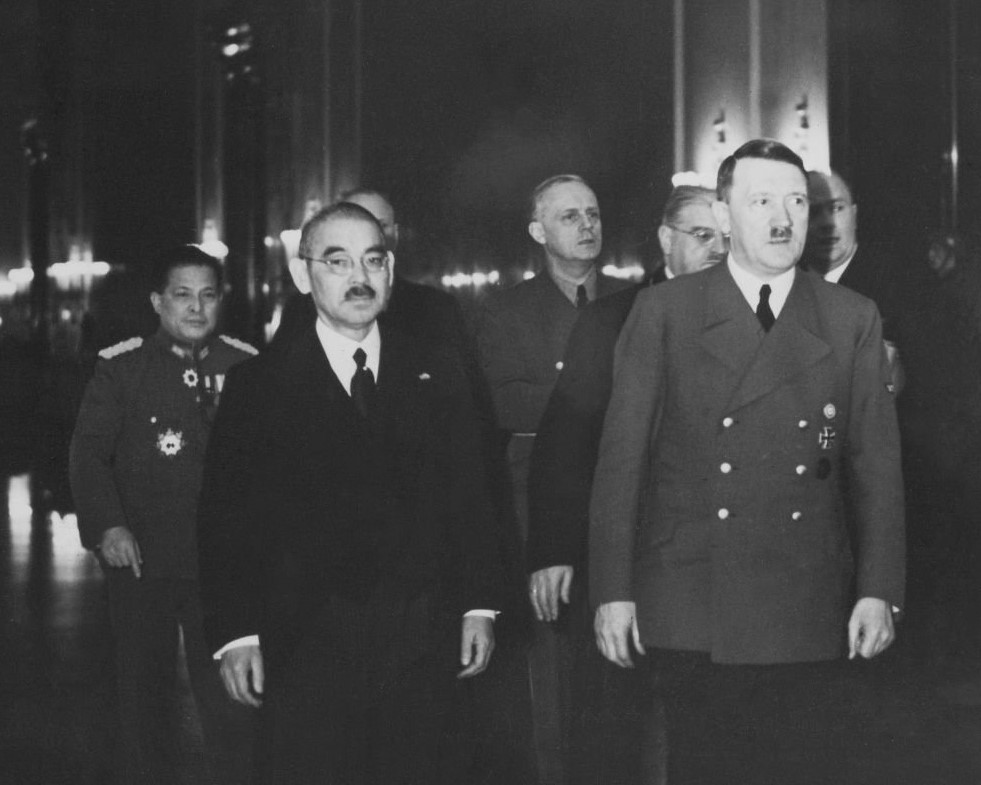
Matsuoka visitando Hitler em março de 1941.

Durante março e abril 1941 Matsuoka visitou Moscou e Berlim. Em 29 de março de 1941, em uma conversa com o ministro alemão das Relações Exteriores, Joachim von Ribbentrop. Ribbentrop foi instruído a não dizer nada aos japoneses sobre Operação Barbarossa. Ribbentrop tentou convencer Matsuoka a atacar os aliados em Singapura, alegando que a marinha britânica estava fraca demais para retaliar devido ao seu envolvimento na Batalha do Atlântico. Matsuoka respondeu a isso declarando que os preparativos para ocupar Cingapura estavam em andamento.
Matsuoka também assinou o pacto de neutralidade soviética japonesa durante sua visita a Moscou em abril de 1941. No entanto, após a Alemanha nazista invadir a União Soviética em junho de 1941, Hitler propôs a Matsuoka de que o Japão deveria tomar parte no ataque também. Matsuoka tornou-se apoiador da ideia de um ataque japonês pela Sibéria,  passando a pressionando o primeiro-ministro japonês, Fumimaro Konoe e os líderes do Exército Imperial Japonês e Marinha Imperial Japonesa para tal. Contudo, tanto o exército e a marinha, quanto Konoe decidiram concentrar esforços militares contra alvos ao sul do Japão.

### Últimos anos e morte
Matsuoka posteriormente derivou na obscuridade e viveu na aposentadoria durante os anos de guerra. Após a rendição do Japão, ele foi preso pelo Comandante Supremo das Forças Aliadas em 1945 e realizado em Prison Sugamo . No entanto, ele morreu na prisão em 1946 antes de seu julgamento por crimes de guerra encargos veio antes do Tribunal Militar Internacional para o Extremo Oriente.

## Ver Também
- Joseph Stalin
- Martin Bormann